# Resultados do Carnaval de Porto Alegre em 1990
Resultados do Carnaval de Porto Alegre em 1990. O grupo principal foi vencido pela escola Imperadores do Samba que apresentou o enredo, Moitará.

## Grupo 1A
| Colocação | Escola                       | Nota      | Ref.  |
| --------- | ---------------------------- | --------- | ----- |
| 1º        | Imperadores do Samba         |           | [ 1 ] |
| 2º        | Estado Maior da Restinga     |           | [ 1 ] |
| 3º        | Bambas da Orgia              |           | [ 1 ] |
| 4º        | Império da Zona Norte        |           | [ 1 ] |
| 5º        | Academia de Samba Praiana    |           | [ 1 ] |
| 6º        | União da Vila do IAPI        |           | [ 1 ] |
| 7º        | Estação Primeira da Figueira |           | [ 1 ] |
| 8º        | Unidos de Vila Isabel        | Rebaixada | [ 1 ] |

## Grupo 1B
| Colocação | Escola               | Nota       | Ref.  |
| --------- | -------------------- | ---------- | ----- |
| 1º        | Acadêmicos da Orgia  | Promovidas | [ 1 ] |
| 2º        | Unidos da Zona Norte | Promovidas | [ 1 ] |
| 3º        | Academia Samba Puro  |            | [ 1 ] |

## Grupo II
| Colocação | Escola             | Nota       | Ref.  |
| --------- | ------------------ | ---------- | ----- |
| 1º        | Filhos da Candinha | Promovidas | [ 1 ] |
| 2º        | Copacabana         | Promovidas | [ 1 ] |
| 3º        | Realeza            |            | [ 1 ] |

## Tribos
| Colocação | Tribo        | Ref.  |
| --------- | ------------ | ----- |
| 1º        | Os Tapuias   | [ 1 ] |
| 2º        | Os Comanches | [ 1 ] |
| 3º        | Guaianazes   | [ 1 ] |